# Championnat du monde féminin de curling 2003
Navigation
Édition précédente Édition suivante
Le Championnat du monde féminin de curling 2003, vingt-cinquième édition du championnat du monde féminin de curling, a eu lieu du 5 au 14 avril 2003 à la Winnipeg Arena de Winnipeg, au Canada. Il est remporté par les États-Unis.